# Pius Paschke
Pius Paschke, né le 20 mai 1990 à Munich, est un sauteur à ski allemand.
Il remporte le titre mondial par équipes en 2021.

## Biographie
Né à Munich et pensionnaire du club de Kiefersfelden, il est en dehors du saut à ski membre de la police fédérale.
En activité dans les compétitions de la FIS depuis 2005, il fait ses débuts en Coupe du monde en décembre 2013, marquant ses premiers points en février 2015 en vol à ski à Vikersund (29e). Après une saison sans podium en Coupe continentale en 2016-2017, il devient victorieux à trois reprises lors de l'édition estivale en 2017.
Il obtient son premier résultat important en novembre 2017 à Ruka avec une deuxième place à l'épreuve par équipes, après avoir terminé douzième au concours de Wisła.   
Aux Championnats du monde de vol à ski 2020, il gagne sa première médaille en championnat international avec l'argent au concours par équipes avec Markus Eisenbichler, Karl Geiger et Constantin Schmid. Cet hiver, également, il devient victorieux collectivement avec l'équipe allemande à la Coupe du monde à Lahti et enregistre ses deux premiers classements individuels dans le top dix à Engelberg et Val di Fiemme (dixième et huitième respectivement). En décembre 2020, il améliore ces résultats par deux cinquièmes places notamment (Engelberg et Nijni Taguil). Plus tard dans l'hiver, il est sélectionné pour les Championnats du monde à Oberstdorf, où il est 11e et 18e en individuel et remporte le titre mondial sur la compétition par équipes avec Severin Freund, Markus Eisenbichler et Karl Geiger.

## Palmarès

### Jeux olympiques
| Épreuve / Édition | Pékin 2022 |
| Petit tremplin    | -          |
| Grand tremplin    | 28e        |
| Par équipes       | -          |

### Championnats du monde
| Épreuve / Édition        | Individuel     | Individuel     | Par équipes    | Par équipes |
| Épreuve / Édition        | Petit tremplin | Grand tremplin | Grand tremplin | Mixte       |
| Mondiaux 2021 Oberstdorf | 11e            | 18e            | Or             | -           |
| Mondiaux 2025 Trondheim  | 30e            | 28e            | -              | -           |

### Championnats du monde de vol à ski
| Épreuve / Édition | Planica 2020 | Tauplitz 2024 |
| Individuel        | 11e          | 23e           |
| Par équipes       | Argent       | Bronze        |

### Coupe du monde
- Meilleur classement général : 15e en 2021.
- 10 podiums en individuel : 6 victoires, 2 deuxièmes places et 2 troisièmes places.
- 10 podiums par équipes dont 2 victoires.
- 1 podium en Super Team : 1 victoire.
- 1 podium par équipes mixte dont 1 victoire.

#### Classements généraux annuels
| Année     | Rang |
| 2014-2015 | 82e  |
| 2015-2016 | 74e  |
| 2017-2018 | 30e  |
| 2018-2019 | 50e  |
| 2019-2020 | 21e  |
| 2020-2021 | 15e  |
| 2021-2022 | 33e  |
| 2022-2023 | 34e  |
| 2023-2024 | 10e  |
| 2024-2025 | 5e   |

#### Victoires individuelles
| Année     | Lieu                                                                                  |
| 2023-2024 | Engelberg (Suisse)                                                                    |
| 2024-2025 | Lillehammer (Norvège) Ruka (Finlande) Wisła (Pologne) Titisee-Neustadt (Allemagne) x2 |

### Coupe continentale
- 5e du classement général en 2018.
- 18 podiums, dont 4 victoires.

Bilan à l'issue de la saison 2019-2020